# 武韙
武韙（越南语：／；1866年—？年），越南阮朝官員。

## 生平
武韙是廣南省升平府醴陽縣安盛下總安富坊（今屬廣南省升平縣平復社）人，嗣德十九年（1866年）出生。早年多次參加鄉試，但最高只考中秀才。成泰十三年（1901年），武韙以秀才身份參預會試，庭試考中副榜。仕至瓊瑠知縣。